# Guêpe maçonne
Guêpe potière
Taxons concernés
- Famille Vespidae
  - Sous-famille Eumeninae dont les genres Eumenes et Delta
  - Sous-famille Masarinae dont quelques genres
- Famille Sphecidae
  - Genres Sceliphron, Sphex
- Famille Crabronidae
  - Genre Trypoxylon (quelques espèces)modifier

Les expressions vernaculaires guêpe maçonne et guêpe potière désignent diverses espèces de guêpes solitaires qui façonnent des nids en boue afin d'y loger leurs larves.
Ces espèces édifient des nids à partir de divers matériaux, généralement de la boue, parfois mêlée de petits minéraux voire de débris de végétaux mastiqués. Certaines forment des pots, d'autres de longs tubes type « tuyaux d'orgues ».
Notamment :
- parmi les Sphecidae, les genres Sceliphron, Sphex, etc. qui nourrissent leurs larves avec des chenilles Lépidoptères ou des Orthoptères.
- parmi les Vespidae, la sous-famille des Eumeninae (Eumenes, Delta, etc.), également carnassières et quelques genres de la sous-famille Masarinae qui nourrissent leurs larves avec du pain d'abeille.
- parmi les Crabronidae, quelques espèces du genre Trypoxylon, spécialisé dans les Arachnides

Guêpes maçonnes
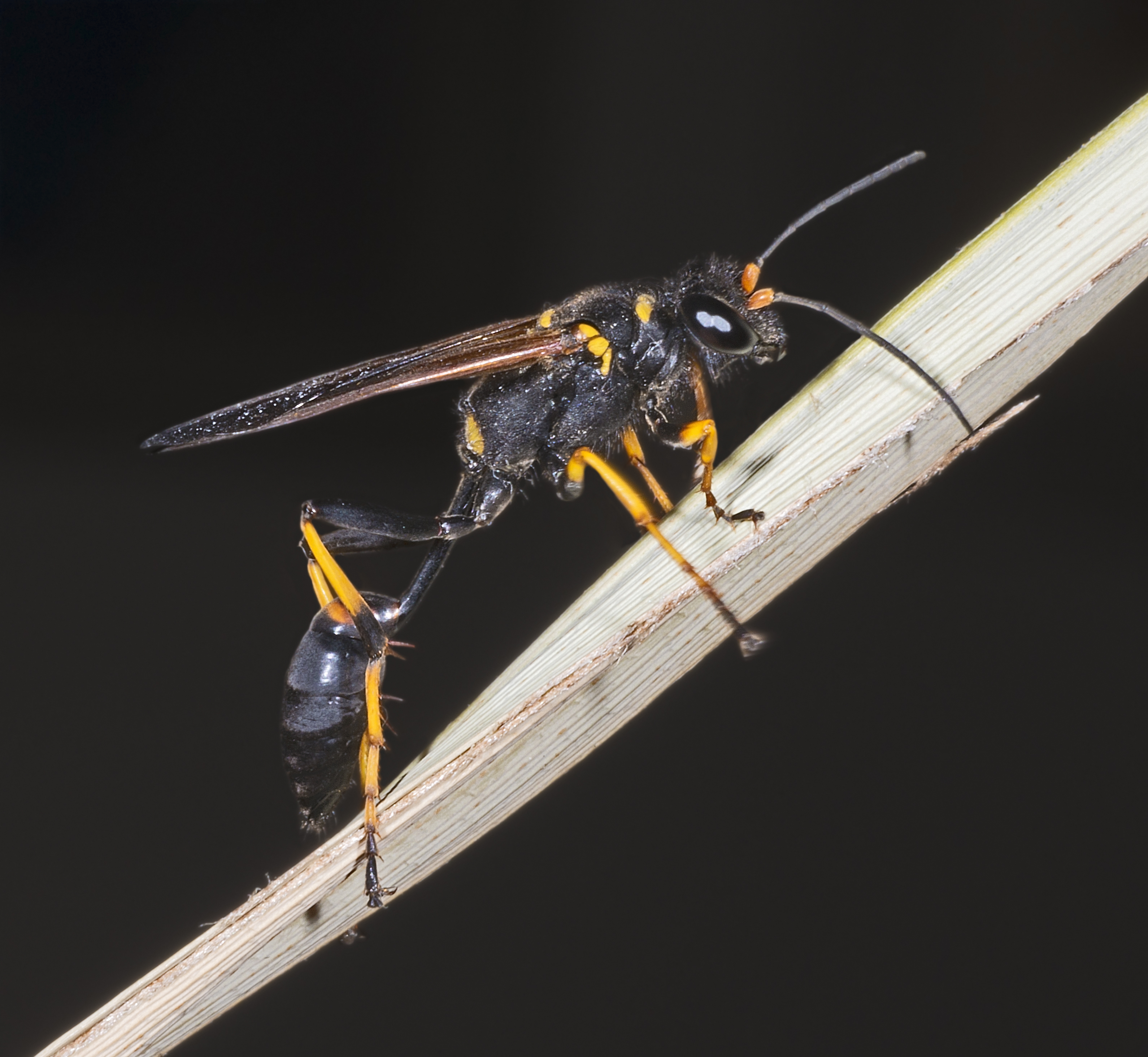
Sceliphron caementarium.
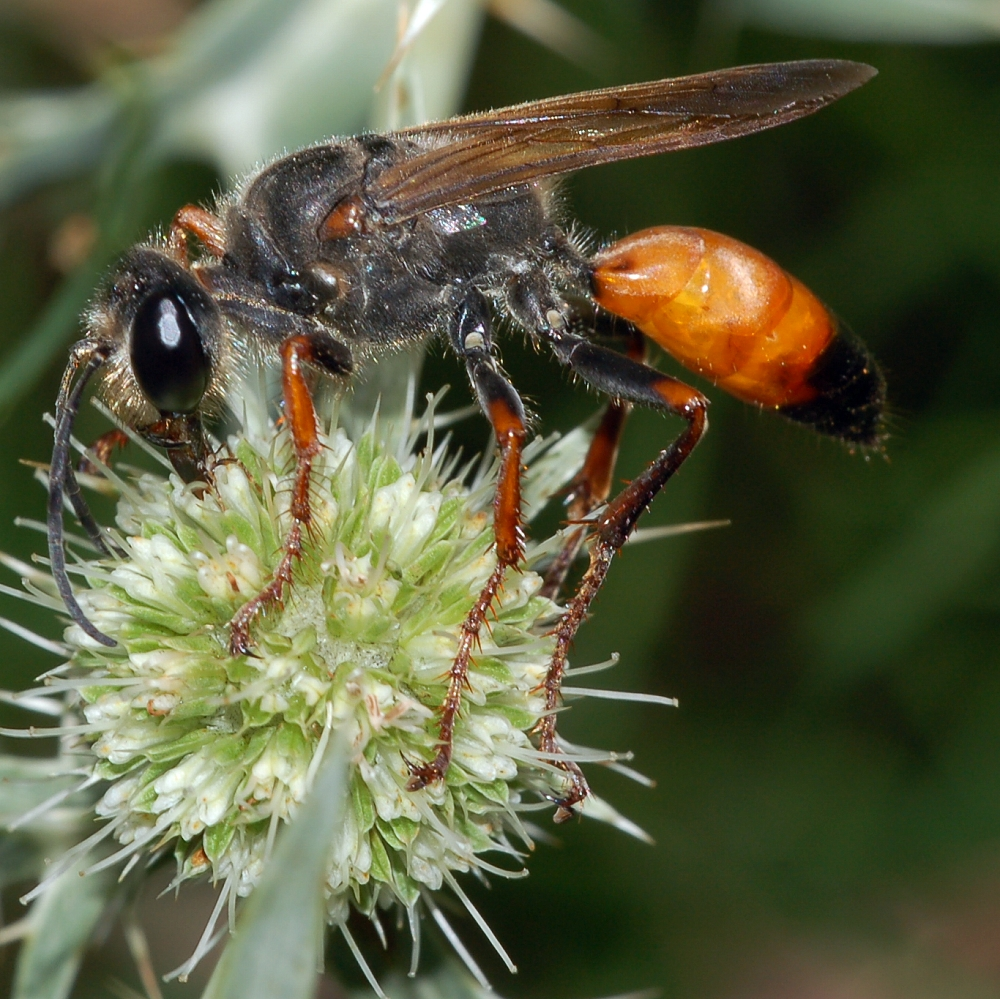
Sphex funerarius.
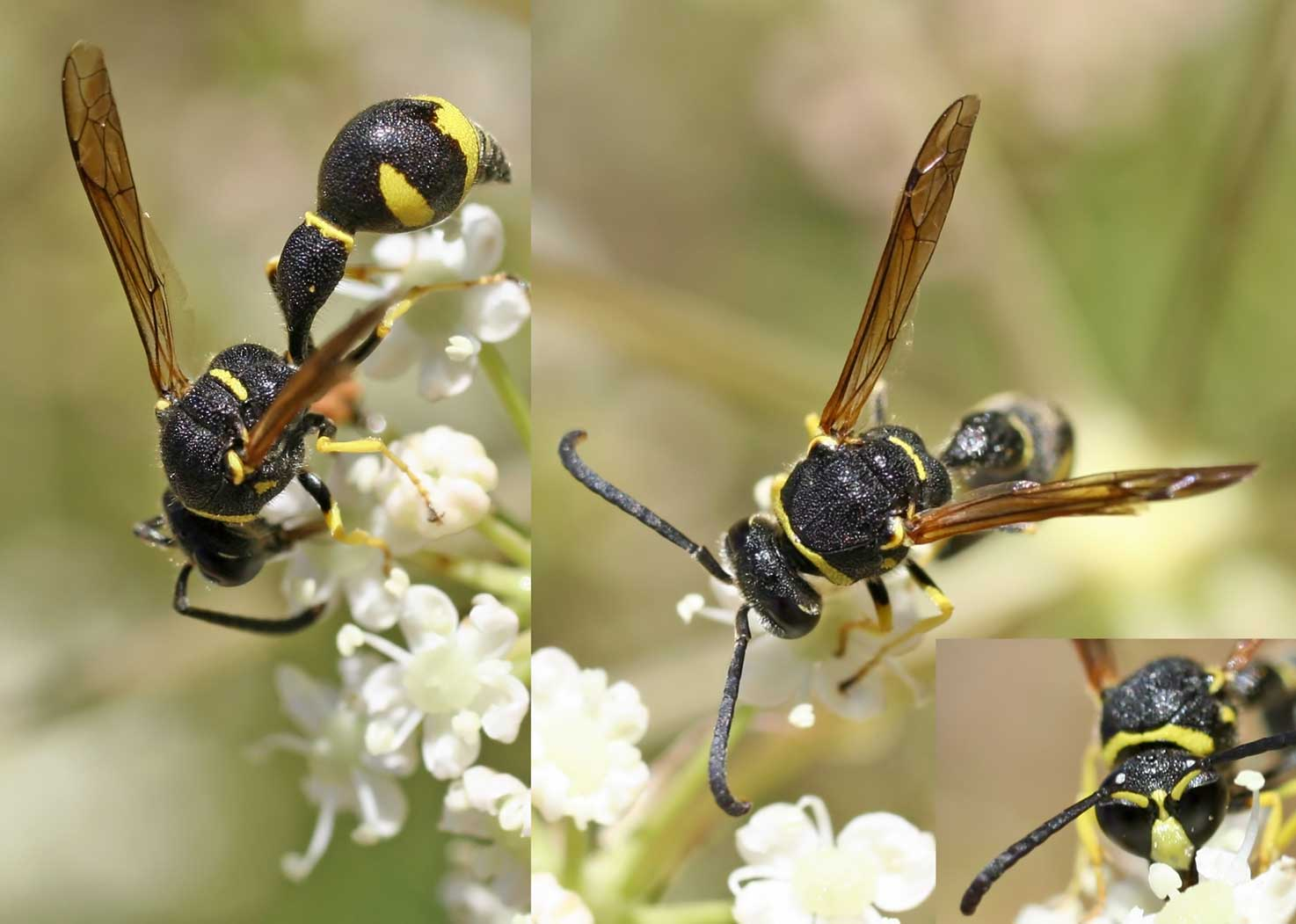
Eumenes pomiformis.
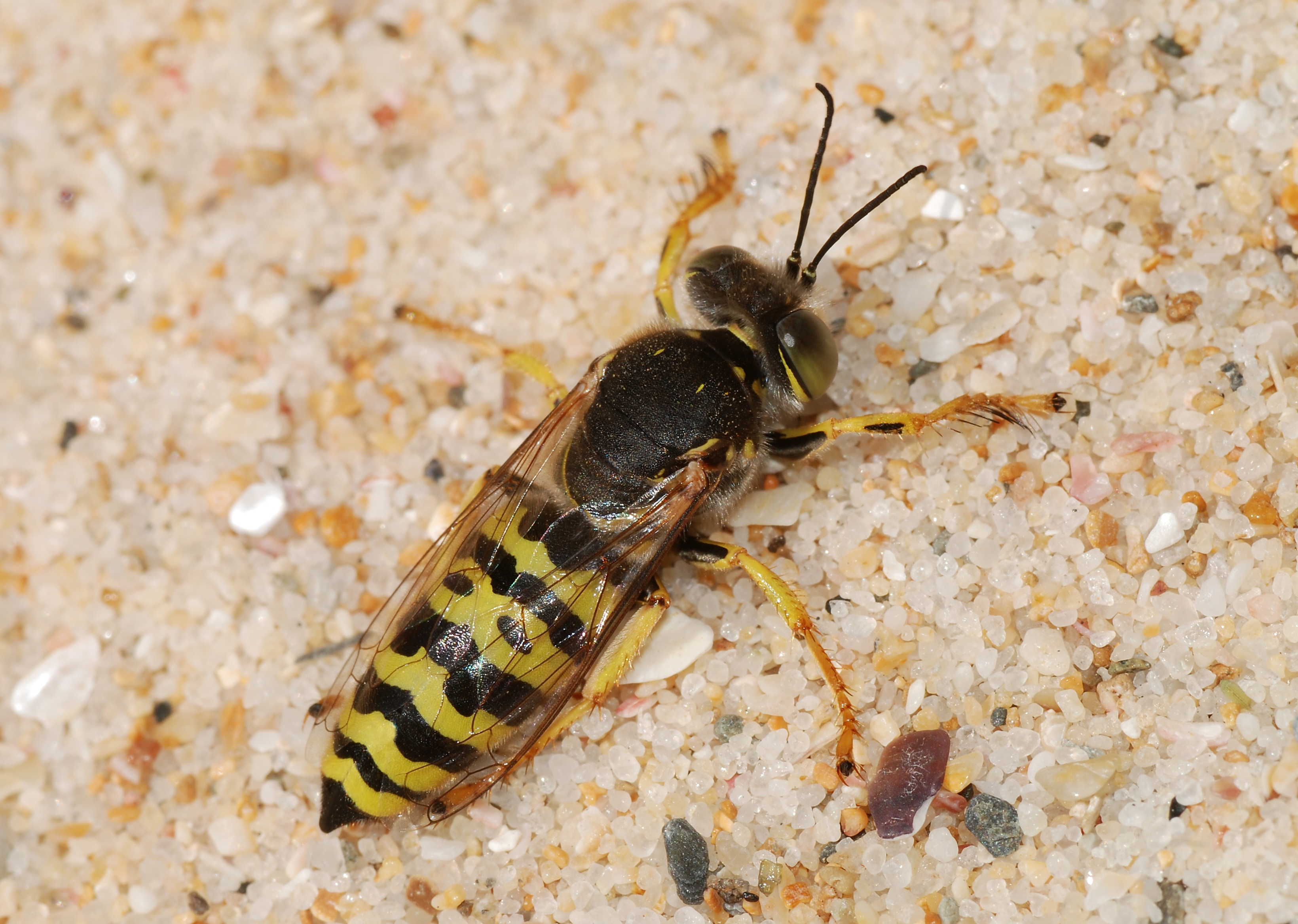
Crabronidae (Bembicini).

Constructions
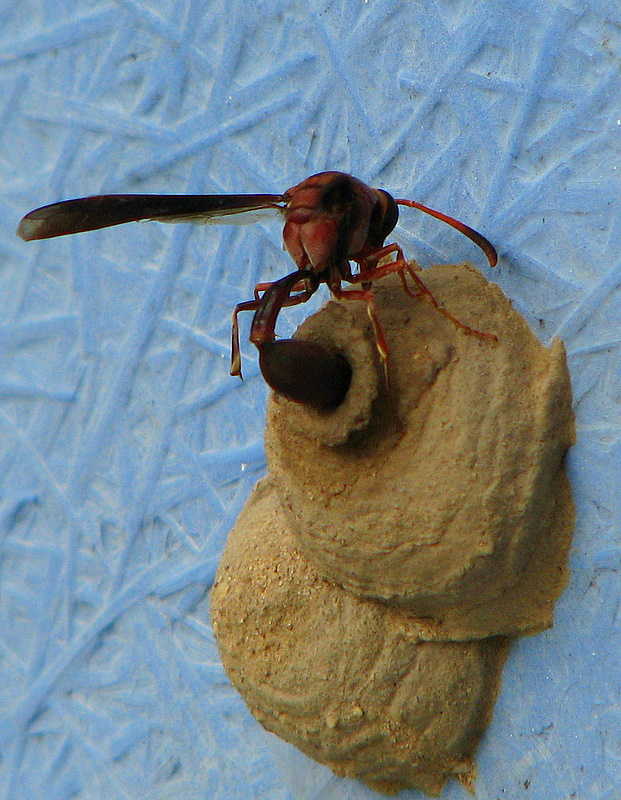
Nid de Zeta argillaceum, Eumeninae d'Amérique du Sud.
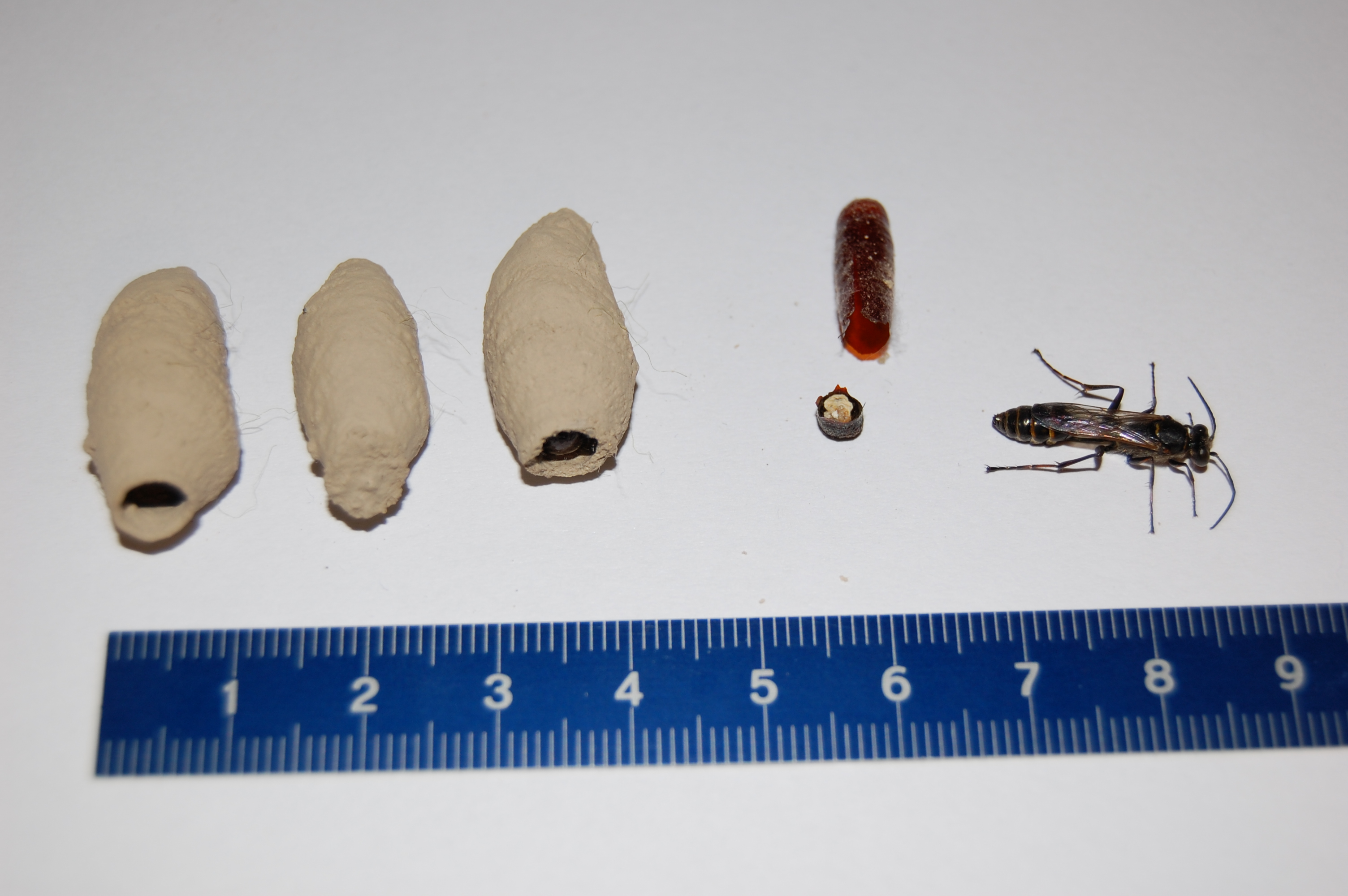
Nid de Sceliphron (Sphecidae).
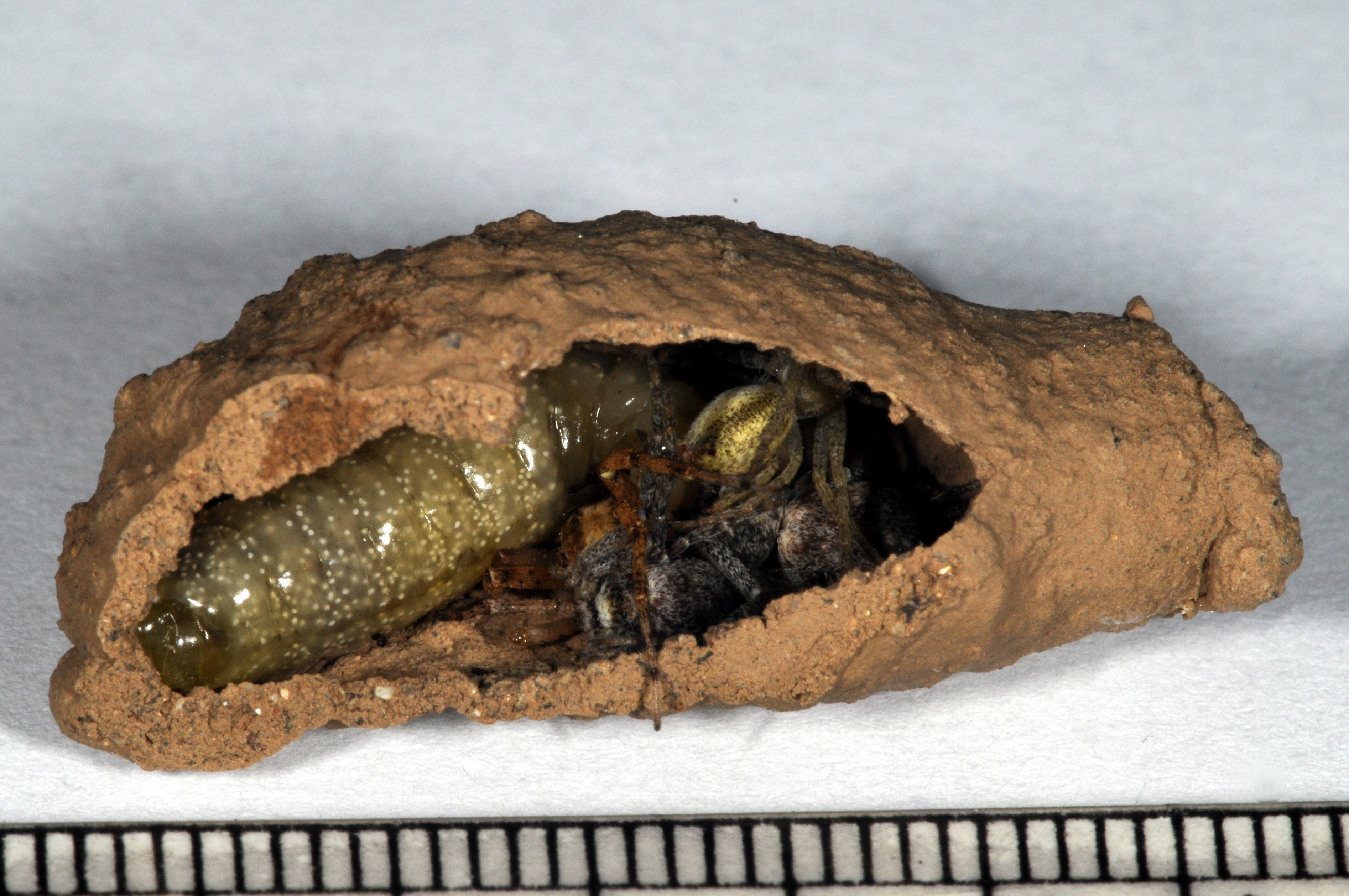
Intérieur d'un « pot » avec une larve de Sceliphron curvatum et garni de ses proies paralysées.
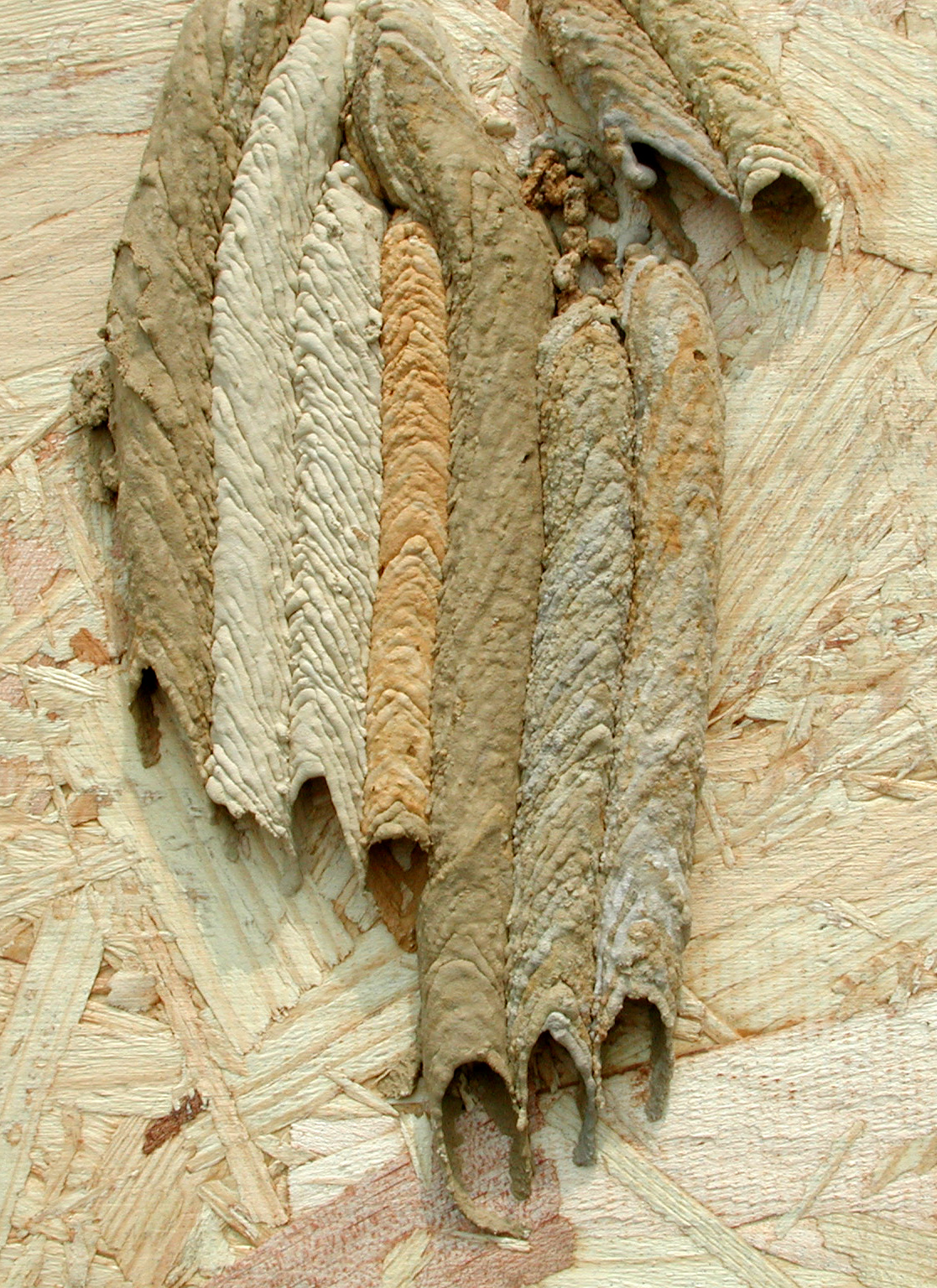
Nid en forme de tuyaux d'orgue.